# Neiman Marcus

Logo

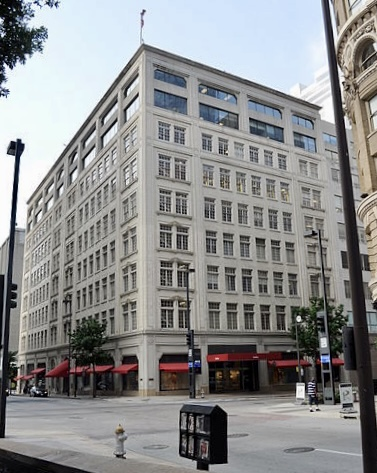
Neiman Marcus Building in Dallas (2009)

Neiman Marcus ist eine 1907 in Dallas gegründete US-amerikanische Nobelkaufhauskette. Das Unternehmen bietet über Filialen in den USA und den eigenen Onlineshop vorwiegend Bekleidung für Damen, Herren und Kinder sowie Schuhe, Accessoires, Schmuck, Kosmetika und Einrichtungsgegenstände im oberen Preissegment an.

## Unternehmensgeschichte

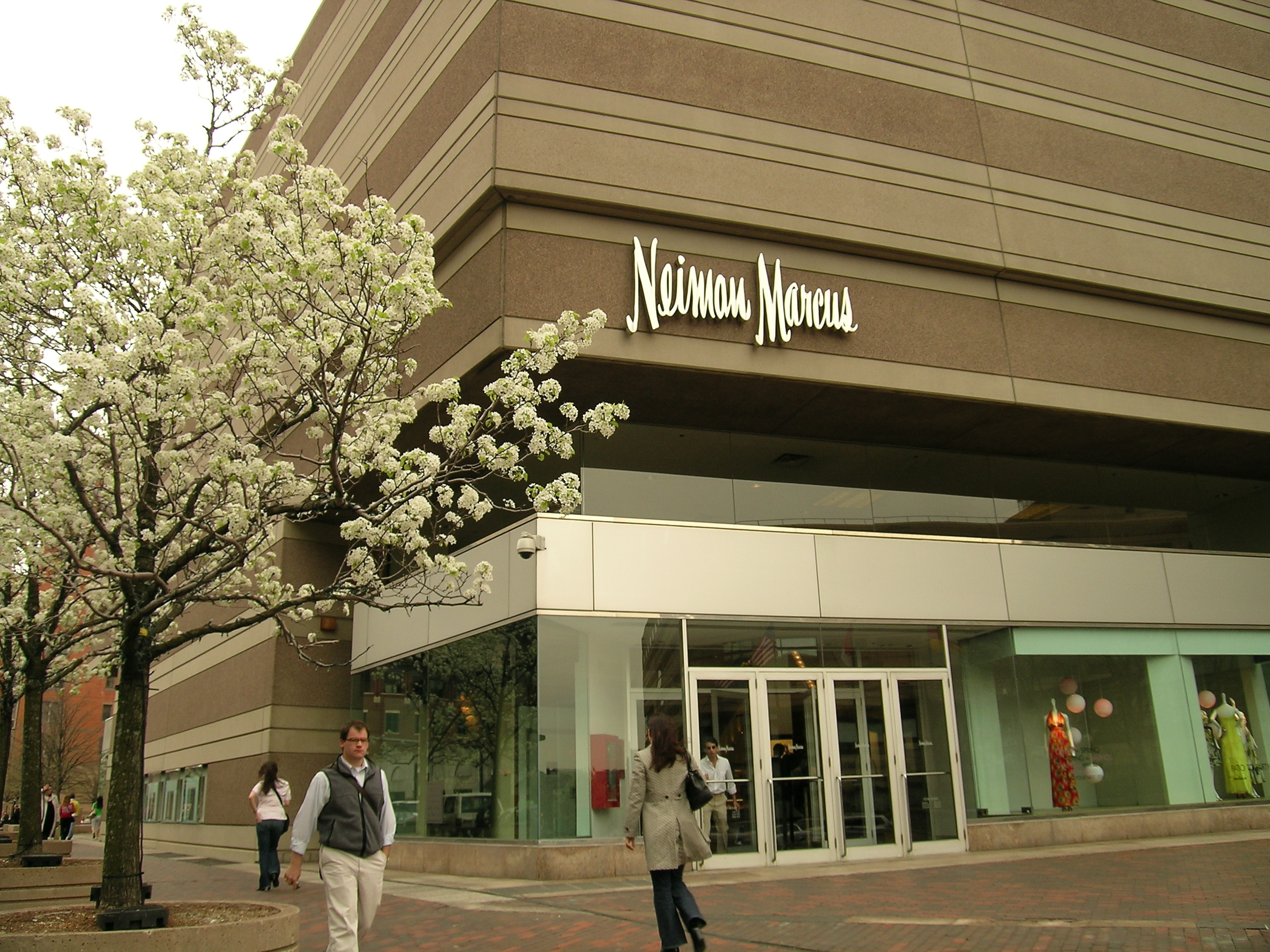
Neiman Marcus Filiale in Boston (2008)

Die Kaufhauskette wurde 1907 von Herbert Marcus Sr. (1878–1950) und dessen Schwester Carrie Marcus Neiman (1883–1953) sowie deren Ehemann Abraham Lincoln Neiman (1875–1970) mit einem Geschäft in Dallas gegründet. Neiman Marcus bot damals exklusive Damenmode an, wobei das Ziel war, eine möglichst breite Auswahl zu offerieren. 1914 wurde das imposante Neiman Marcus Building in Dallas eröffnet, welches bis heute als Flagship-Store fungiert. 1926 übernahm Herberts Sohn, Stanley Marcus (1905–2002), das Kaufhaus. Er etablierte die erste regelmäßige Modenschau, die wöchentlich stattfand. 1928 ließ sich Carrie Marcus von A.L. Neiman scheiden und Herbert Marcus zahlte den Schwager aus, sodass das Unternehmen vollständig in der Hand der Familie Marcus war. Ab 1929 nahm Neiman Marcus auch Herrenmode ins Programm auf. Zehn Jahre später erschien das erste Christmas Book. Ab 1951 wurden auch Geschenkartikel angeboten. Ein zweites Geschäft in Dallas wurde erst in den frühen 1950er Jahren eröffnet, die erste auswärtige Filiale folgte 1957 in Houston.
1938 wurde der Neiman-Marcus-Award ins Leben gerufen (offiziell: The Neiman Marcus Award for Distinguished Service in the Field of Fashion), der bis zur letzten Vergabe 1995 zunächst jährlich und ab 1973 in unregelmäßigen Jahresabständen zumeist an mehrere Gewinner vergeben wurde. Dieser manchmal als „Oscar der Mode“ bezeichnete Preis war nicht auf US-amerikanische Designer beschränkt und wurde an bedeutende Persönlichkeiten im Umfeld der Modebranche – unter anderem Christian Dior (1947), Claire McCardell (1948), Gloria Swanson (1950), Gracia Patricia von Monaco (1955), Coco Chanel (1957), Estée Lauder (1962), Valentino Garavani (1967), Judith Leiber und Karl Lagerfeld (1980) und Miuccia Prada (1995) – verliehen.
Das Familienunternehmen wurde 1969 an die Broadway Stores (Carter Hawley Hale Stores) verkauft. Stanley Marcus übernahm daraufhin einen Aufsichtsratsposten bei der neuen Eigentümerin und zog sich 1975 aus dem Unternehmen zurück. Sein Sohn Richard Marcus (* 1938) führte Neiman Marcus infolge bis 1988 als CEO. Das erste Neiman Marcus Geschäft außerhalb von Texas war 1971 in Florida eröffnet worden. In den folgenden Jahren folgten Geschäfte in Atlanta, Beverly Hills, Chicago, San Francisco, Las Vegas und andere. Zum Unternehmen gehören seit 1972 auch die beiden Bergdorf Goodman Filialen in Manhattan. 1987 wurde die Neiman Marcus Group gegründet. Mit Allen Questrom übernahm 1988 erstmals ein Nicht-Familienmitglied die Leitung der Firma. 2005 wurde die börsennotierte Neiman Marcus Group für 5,1 Mrd. Dollar von TPG Capital und Warburg Pincus übernommen und daraufhin die Börsennotiz eingestellt. 2006 eröffnete die Gruppe für eine jüngere, weibliche Zielgruppe vier Modegeschäfte unter dem Namen CUSP by Neiman Marcus (engl. Spitze, Scheitelpunkt), von denen es zum Stand 2011, zum Teil innerhalb von Neiman Marcus Geschäften, neun in den USA gab. Ein erneuter Börsengang von Neiman Marcus steht seit Ende der 2000er Jahre im Raum, wurde bislang aber nicht verwirklicht.
Neiman Marcus war jahrzehntelang bekannt dafür, in den eigenen Filialen für Kreditkartenzahlungen neben der hauseigenen Kreditkarte ausschließlich American Express zu akzeptieren. Diese Praxis wurde erst Ende 2011 gelockert.
Von 2001 bis 2010 war Burton 'Burt' Tansky (* 1937) CEO der Neiman Marcus Group. Unter Tansky verdoppelte sich der Umsatz von Neiman Marcus im Vergleich zu den 1990er Jahren. Im Jahr 2008 beliefen sich die Erlöse auf 4,6 Mrd. Dollar. Tanksy hatte bereits ab 1989 Bergdorf Goodman geleitet und war ab 1998 CEO von Neiman Marcus gewesen. Von 2005 bis 2013 war Neiman Marcus im Besitz von TPG Capital sowie Warburg Pincus. Seit 2010 ist Karen W. Katz, seit 1985 im Unternehmen tätig, CEO der Neiman Marcus Group und Nachfolgerin von Tansky.
Zum Stand 2011 unterhielt das Unternehmen in den USA 43 Filialen sowie unter den Namen Neiman Marcus Last Call (Mode) und Horchow Finale (Innen-Einrichtung) 32 Outlets, zumeist in Factory-Outlet-Centern, mit preisreduzierter Ware. Der Online-Shop öffnete im Jahr 1999 und wird – wie bspw. auch die Webseite von Modedesigner Michael Kors – von einem Tochterunternehmen namens Neiman Marcus Direct betrieben.
Im September 2013 wurde die Kaufhauskette von dem kanadischen Pensionsfonds Canada Pension Plan Investment Board (CPPIB) und der US-amerikanischen Investmentgesellschaft Ares Management LLC für rund 6 Milliarden US-Dollar übernommen. Der Besitzerwechsel wurde Ende Oktober 2013 abgeschlossen.
Neiman Marcus kaufte 2014 für ca. 169 Millionen Euro den 1987 gegründeten deutschen Modeeinzelhändler Theresa aus München sowie den dazugehörigen Onlineshop mytheresa.com. Die Modeboutique Theresa für gehobene Damenmode in München und der globale Onlineshop für Luxusmarken und Designermode mytheresa.com werden seither von Neiman Marcus geführt.
Am 7. Mai 2020 stellte die Neiman Marcus Group einen Insolvenzantrag nach Chapter 11 des United States Code. Auslöser waren Umsatzrückgänge infolge der COVID-19-Pandemie. Einige wirtschaftliche Schwierigkeiten bestanden jedoch bereits davor. Ende September verließ Neiman Marcus Chapter 11. Die Gläubiger erließen dem Unternehmen vier von insgesamt 5,5 Milliarden Dollar Schulden und übernahmen das Unternehmen. Zu den neuen Eigentümern gehören die Investmentgesellschaften Pacific Investment Management (Pimco), Davidson Kempner und Sixth Street Partners.

## Neiman Marcus Christmas Book
In den Blickpunkt der breiten Öffentlichkeit gelangt Neiman Marcus jedes Jahr kurz vor Weihnachten durch das Christmas Book, in dem seit 1939 ausgefallene Weihnachtsgeschenke angeboten werden. Aus diesem Katalog konnte man 2004 zum Beispiel bestellen:
- Zeppelin (7,6 Millionen Euro)
- Collier aus pinkfarbenen Saphiren und Diamanten (1,9 Millionen Euro)
- Zweipersonen-Unterwasser-Jet (1,3 Millionen Euro)
- Auftritt in der Grand Ole Opry in Nashville (19.000 Euro)

1978 konnte man aus dem Neiman Marcus Christmas Katalog eine Version des beliebten Gesellschaftsspiels Monopoly komplett aus Schokolade für $600 bestellen.